# Klaus Hottinger

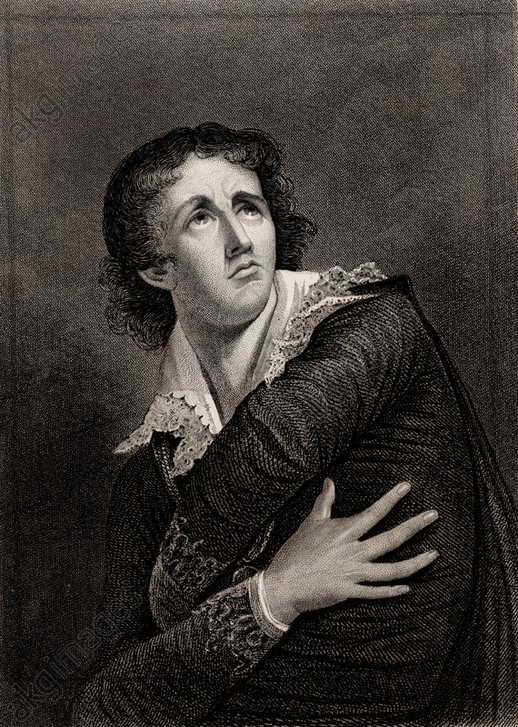
Fantasieporträt aus dem 19. Jahrhundert

Klaus Hottinger (* in Zollikon; † 9. März, nach anderen Quellen am 26. März 1524 in Luzern) war ein Zürcher Bilderstürmer und gilt als erster reformatorischer Märtyrer der Schweiz.

## Leben
Klaus Hottinger ist erstmals 1519 als Schuhmacher in Zürich erwähnt. Er gehörte schon früh zum Kreis der radikalen Reformatoren um Ulrich Zwingli und war ein aktives Mitglied des Castelberger Lesekreises. Mit provokativen Aktionen versuchte er den Gang der Zürcher Reformation zu beschleunigen. Im März 1522 war er einer der Teilnehmer des legendären Wurstessens in der Offizin des Christoph Froschauers. Im gleichen Jahr musste er sich zusammen mit Konrad Grebel vor dem Rat wegen Predigtstörungen verantworten. Als er im Herbst 1523 zusammen mit Hans Ockenfuss und Lorenz Hochrütiner das hölzerne Wegkreuz vor der Mühle Stadelhofen (heute ein Stadtteil Zürichs) entfernte, wurde er erneut vor den Rat geladen; dies, obschon ihnen das Kreuz offensichtlich vom Besitzer der Mühle, Heini Hirt, geschenkt worden war und sie bei drei Ratsherren nachgefragt hatten. Trotz der Beteuerung, das Holz oder dessen Erlös den Armen zu schenken, wurde er nach sechs Wochen Haft wegen Ikonoklasmus für zwei Jahre aus dem Zürcher Hoheitsgebiet verbannt.
Hottinger wich in die Grafschaft Baden aus und soll überall die Gelegenheit genutzt haben, in privaten Stuben und in Gasthäusern Propaganda für den neuen Glauben zu betreiben. Im Februar 1524 wurde Hottinger in Klingnau festgenommen und verhört. Auf Begehren des eidgenössischen Landvogts Heinrich Fleckenstein wurde er nach Baden und später nach Luzern überführt. Trotz Intervention von Verwandten und Freunden aus Zürich wurde Hottinger am 9. März 1524 in Luzern mit dem Schwert hingerichtet, nach anderen Quellen am 9. März verurteilt und am 26. März hingerichtet.
Die Hinrichtung Hottingers wurde von Heinrich Bullinger und nach ihm von der gesamten reformierten Geschichtsschreibung als Zeugnis für den neuen Glauben hochstilisiert. Hottinger selber wurde zum „ersten evangelischen Märtyrer“ in der Eidgenossenschaft gestempelt. Aufgrund seines Freundeskreises und seines Verhaltens wird Hottinger heute eher zu den Prototäufern gerechnet. Er entging wohl nur aufgrund seines frühen Todes den evangelischen Verfolgungen, denen seine früheren Weggefährten später ausgesetzt waren.
Heinrich Bullinger räumt dem Fall Hottinger in seiner Reformationsgeschichte viel Platz ein und widmet ihm insgesamt drei Kapitel. So stellte er Hottinger als eigentlichen Auslöser der Bilderdebatte der Zweiten Zürcher Disputation dar. In der Abschrift von Bullingers Reformationsgeschichte von 1605/1606 wurde der Text zusätzlich mit sechs bildstarken farbigen Miniaturen illustriert.

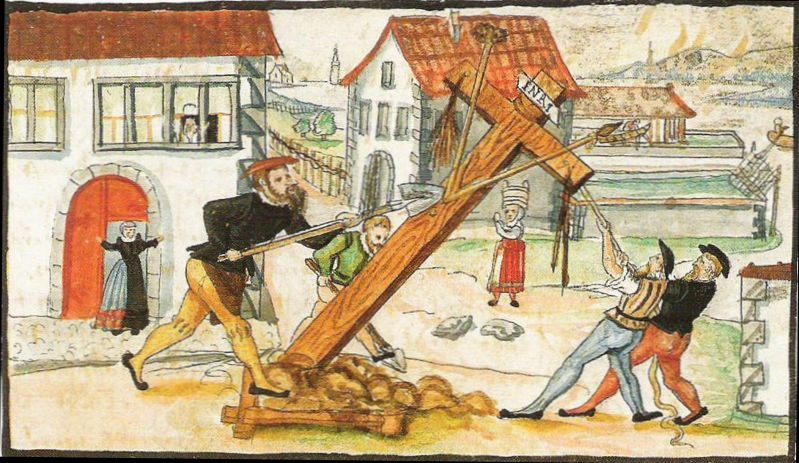
Hottinger und seine Gefährten stürzen das Wegkreuz von Stadelhofen. Darstellung aus dem frühen 17. Jahrhundert
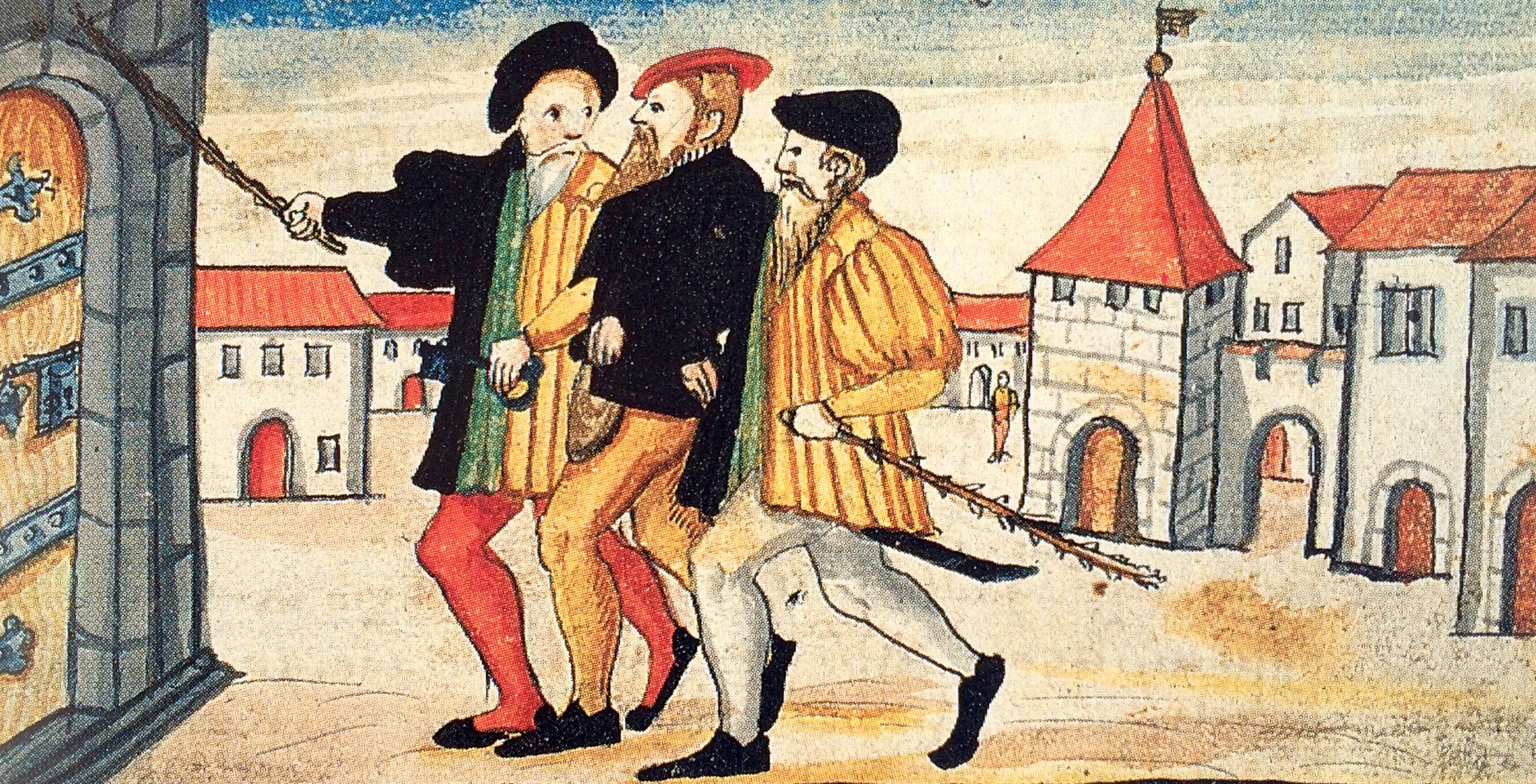
Hottinger wird in Klingnau festgenommen.
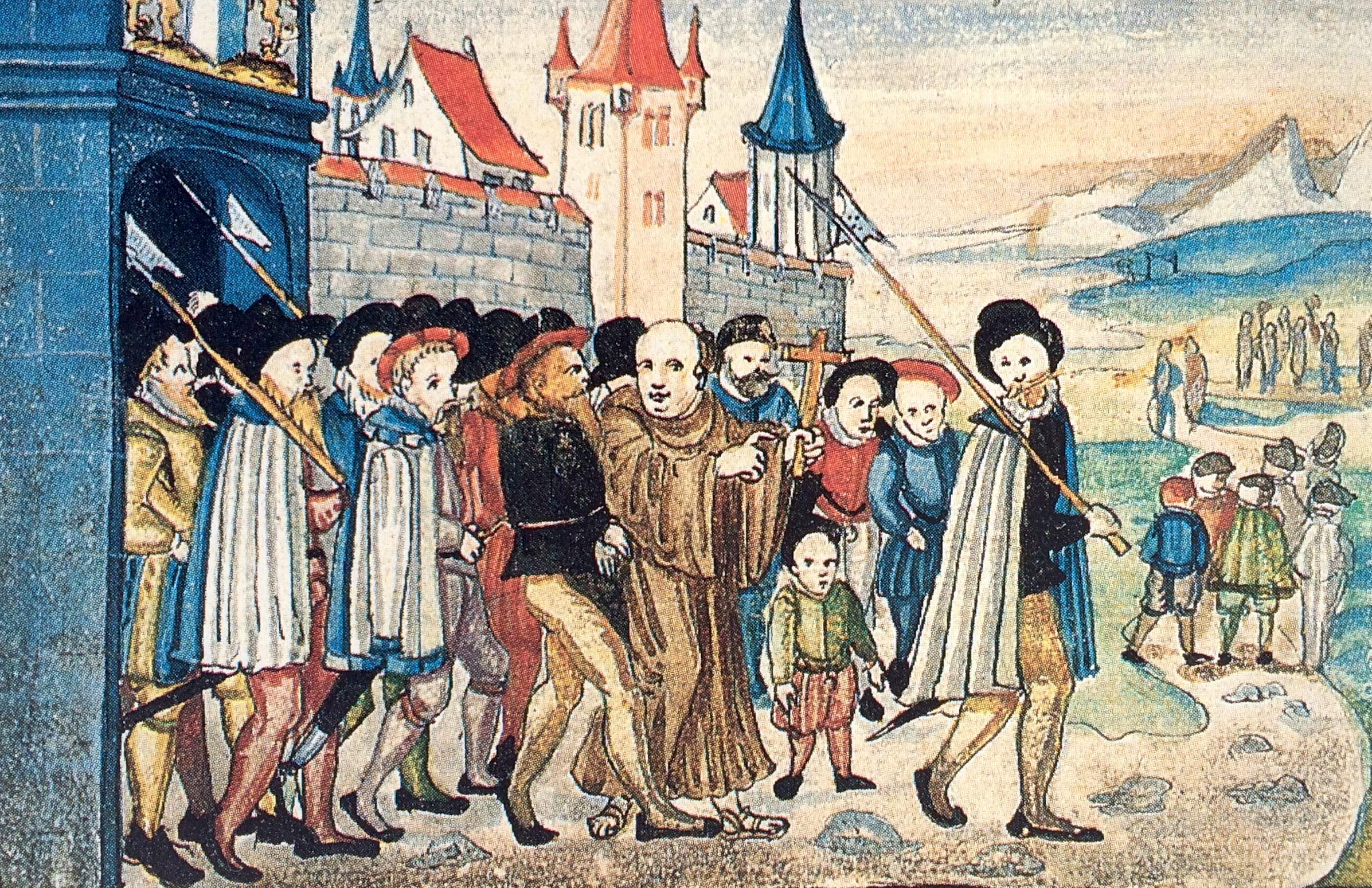
Der Verurteilte wird vor Luzern zum Richtplatz geführt.
Klaus Hottinger wird in Luzern hingerichtet.